# David Wolfer
David Wolfer  (* 2000) ist ein Schweizer Unihockeyspieler, der beim Nationalliga-A-Verein Floorball Köniz temporär unter Vertrag steht.

## Karriere
Wolfer spielte in der Jugend beim HC Rychenberg Winterthur und schloss sich im Frühjahr 2018 dem Nationalliga-B-Vertreter Floorball Fribourg an. Er spielte seither in der U21- und in der Nationalliga-B-Mannschaft der Freiburger.
Aufgrund des Saisonunterbruchs wegen der Corona-Pandemie wurde der 20-jährige Verteidiger von Floorball Köniz temporär verpflichtet. Wolfer soll unter anderem die dünn besetzte Position der Verteidiger mit seinen Skills erweitern. Sein Engagement bei Floorball Köniz is bis auf den Zeitpunkt der Wiederaufnahme der Nationalliga-B-Meisterschaft beschränkt.
2021 wechselte Wolfer zu den SSF Dragons Bonn in die 1. Bundesliga.